# Damulog
Damulog est une municipalité des Philippines située dans le sud de la province de Bukidnon, sur l'île de Mindanao.

## Subdivisions
Damulog est divisée en 17 barangays :
- Aludas
- Angga-an
- Tangkulan (Jose Rizal)
- Kinapat
- Kiraon
- Kitingting
- Lagandang
- Macapari
- Maican
- Migcawayan
- New Compostela
- Old Damulog
- Omonay
- Poblacion (New Damulog)
- Pocopoco
- Sampagar
- San Isidro
- Kibawe